# Rat´ (dopływ Sejmu)
Rat´ (ros. Рать) – rzeka na południowym zachodzie europejskiej części Rosji w obwodzie kurskim (w rejonach szczigrowskim i kurskim), prawy dopływ Sejmu o długości około 40 km (32 km) i powierzchni zlewni 655 km².
Rzeka wypływa ze źródeł na Wyżynie Środkoworosyjskiej w pobliżu osiedla typu wiejskiego Suchodoł, ale z powodu jej wysychania latem przyjmuje się, że źródło znajduje się w pobliżu osiedla typu wiejskiego  Płodowyj (rejon szczigrowski) i wsi (ros. деревня, trb. dieriewnia) Oziorki. Między osiedlem typu wiejskiego 1-je Krasnikowo a wsią (ros. село, trb. sieło) Biesiedino przecina drogę federalną R-298 (Kursk – Woroneż – R22 «Kaspij»; część europejskiej trasy E38). Uchodzi do Sejmu na prawym jego brzegu (603 km) w pobliżu wsi (trb. dieriewnia) Alabjewo (rejon kurski).
Głównymi dopływami rzeki są Ozierionka i Łazwiert (oba lewe).
Historycznie rzeka była naturalną zaporą obronną przed Tatarami, a w jej pobliżu następowały intensywne ruchy wojsk – nazwa cieku (obecnie archaiczna) może być przetłumaczona jako „wojsko” lub „bitwa”. Nad rzeką odkryto pozostałości kamiennej fortyfikacji.